# 덕대
덕대는 병어과의 물고기이다. 몸은 계란 모양으로 체고가 높고 측편되어 있다. 눈은 크며 머리의 측편에 있다. 입은 작고 머리 배쪽에 있다. 산란기는 5~7월이며 산란장은 연안의 얕은 바다이다.